# Shoho (schip, 1941)

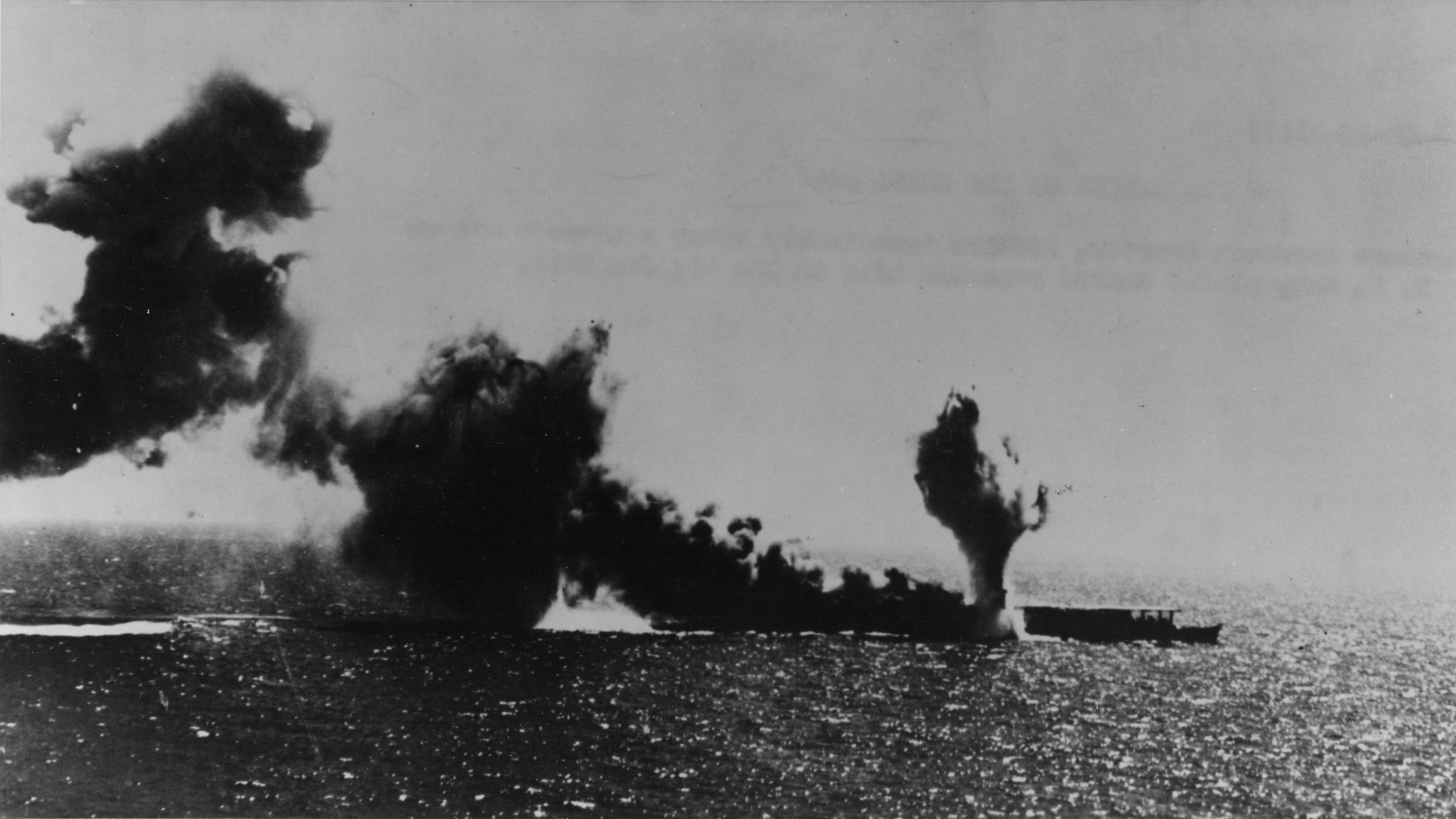
De Shoho wordt getroffen tijdens de Slag in de Koraalzee.

De Shoho (Japans: 祥鳳, shōhō, wat betekent "gunstige Aflopende Feng Huang") was een Japans licht vliegdekschip in de Tweede Wereldoorlog. Zij opereerde kort in de Stille Oceaan maar ging ten slotte ten onder tijdens de Slag in de Koraalzee.
Eerste schip van de Shoho-klasse. Haar kiel werd in 1934 gelegd als onderzeeboot tender. Haar naam was toen "Takasaki".
In 1940 werd begonnen met de ombouw tot vliegdekschip. In januari 1942 werd ze als vliegdekschip in de vierde vliegdekschipdivisie in gebruik genomen en werd haar naam veranderd in "Shoho".
Tijdens operatie MO, de geplande Japanse invasie van Port Moresby op de zuidkust van Nieuw-Guinea, was ze, samen met de zesde kruiser flottielje (Kinugasa, Furutaka, Kako en Aoba) ingedeeld bij de escorterende vloot van de transportschepen.
Op 7 mei 1942 tijdens de gevechten die bekend werden als de Slag in de Koraalzee, werd de "Shoho" getroffen door 7 torpedo's en 13 bommen van Amerikaanse toestellen die waren opgestegen van de vliegdekschepen "USS Lexington (CV-2)" en "USS Yorktown (CV-5)". De "Shoho" zonk nabij het eiland Woodlark.
De "Shoho" was het eerste kleinere Japanse vliegdekschip dat door de Amerikanen tot zinken werd gebracht hetgeen bij de Amerikaanse bevelhebber van de bommenwerpers, LC Robert E. Dixon de radioboodschap "Scratch one flattop" ontlokte. 

## Shoho
- Gebouwd: 3 december 1934 als onderzeebootvrachtschip "Takasaki"
- Te water gelaten: 1 juni 1935
- In dienst gesteld: 30 november 1941
- Als vliegdekschip omgebouwd: 1940
- Als vliegdekschip: januari 1942
- Klasse: Shoho-klasse
- Gezonken: tot zinken gebracht door Amerikaanse luchtaanval op 7 mei 1942

### Technische gegevens
- Waterverplaatsing: 11.262 ton (standaard) - 14.200 ton (beladen)
- Lengte: 205,50 m
- Breedte: 18,20 m
- Diepgang: 6,60 m
- Vermogen: Geschakelde turbines (38,3 MW) 52.000 pk
- Maximale snelheid: 28,20 knopen (52,20 km/h)
- Reikwijdte: 14.400 km aan 22 km/h (7.800 zeemijl aan 12 knopen)

### Bewapening
- Vliegtuigbestand: 30 vliegtuigen
- 8 x kanonnen van 10 cm
- 8 x 25 mm kanonnen
- 12 x 13,2 mm kanonnen

Zusterschip: "Zuiho"